# Carrington-Ereignis

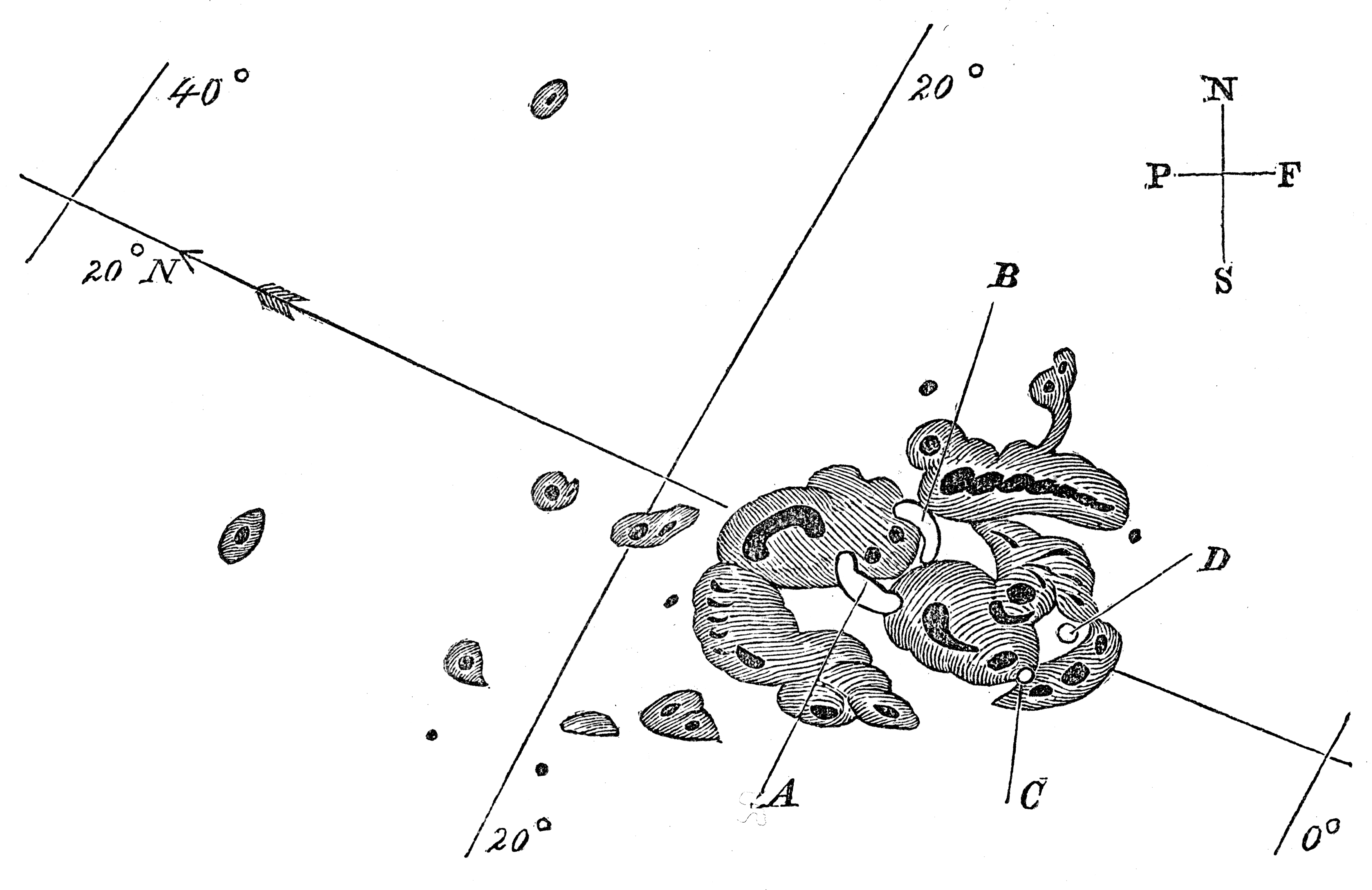
Sonnenflecken und -blitze am 1. September 1859, gezeichnet von Richard Carrington

Das Carrington-Ereignis im Jahr 1859 verursachte den bisher größten wissenschaftlich beobachteten magnetischen Sturm auf der Erde. Unter anderen hatte ihn der damals bekannte Sonnenforscher Richard Christopher Carrington beobachtet. Damals waren sogar in Rom, Havanna und auf Hawaii Polarlichter zu sehen, die normalerweise nur in höheren Breiten auftreten.
Eisbohrkernuntersuchungen zeigen, dass ein Ereignis dieser Stärke im statistischen Mittel alle 500 Jahre auf der Erde vorkommt. Auslöser sind Ausbrüche der Sonnenoberfläche, die weit häufiger auftreten, meistens aber nicht die Erde treffen.

## Verlauf
Vom 28. August bis 4. September 1859 ereigneten sich mehrere starke Sonneneruptionen, die insbesondere durch den Astronomen Richard Carrington beobachtet wurden. Die bei den koronalen Massenauswürfen ausgestoßene Materie hatte eine Geschwindigkeit von über 2000 km/s. Sie erreichte ca. 17,5 Stunden später die Erde. In der Nacht vom 1. zum 2. September wurde der bisher mächtigste geomagnetische Sturm registriert. Er führte zu Polarlichtern, die selbst in Rom, Havanna und auf Hawaii beobachtet werden konnten. In den höheren Breiten Nordeuropas und Nordamerikas wurden in Telegrafenleitungen so hohe Spannungen induziert, dass Papierstreifen in den Empfängern durch Funkenschlag in Brand gesetzt wurden. Die Funktion des kurz zuvor installierten weltweiten Telegrafienetzes war massiv beeinträchtigt. Auch in Mitteleuropa wurden solche Effekte beobachtet, allerdings in schwächerer Form.

## Vergleich mit ähnlichem Ereignis 2012
Nach Analysen von Beobachtungsdaten der STEREO-Sonden gaben Forscher der NASA 2014 bekannt, dass die Erde zwei Jahre zuvor, am 23. Juli 2012, einem „solaren Supersturm“ knapp entgangen war. Das Ereignis war außerhalb der Erde so stark wie das Carrington-Ereignis von 1859.